# Miss Muretto
Miss Muretto è stato un concorso di bellezza italiano.
Nato ad Alassio nell'estate del 1953, una decina di anni dopo Miss Italia, il concorso ha lanciato Halina Zalewska, Simona Ventura, Maria Teresa Ruta, Elisa Isoardi e Melissa Satta. Prendeva nome dal Muretto di Alassio, dove sono murate delle piastrelle con le firme di personaggi famosi.

## Il concorso
Le ragazze che accedevano alla finale sono 24 (nel 2008 - unico anno in cui la finale del concorso ebbe la ribalta televisiva, su Italia 1 con Beppe Braida alla conduzione - le iscritte all'inizio del concorso furono ben 8000). Nel corso della serata vengono gradualmente eliminate dalla giuria artistica fino ad arrivare a due. Nel 2006 e nel 2007 fu mandato in onda sul canale Leonardo e presentato da Ciro Di Maio.
Nel 2014 Francesco Di Biase, nipote di Mario Berrino e promotore delle attività legate al Muretto di Alassio, ha annunciato uno stop al concorso di bellezza al fine di valorizzare maggiormente il muretto inventato dal nonno.

## Vincitrici

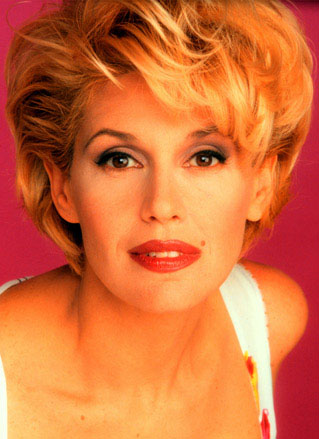
Maria Teresa Ruta, Miss Muretto 1977.

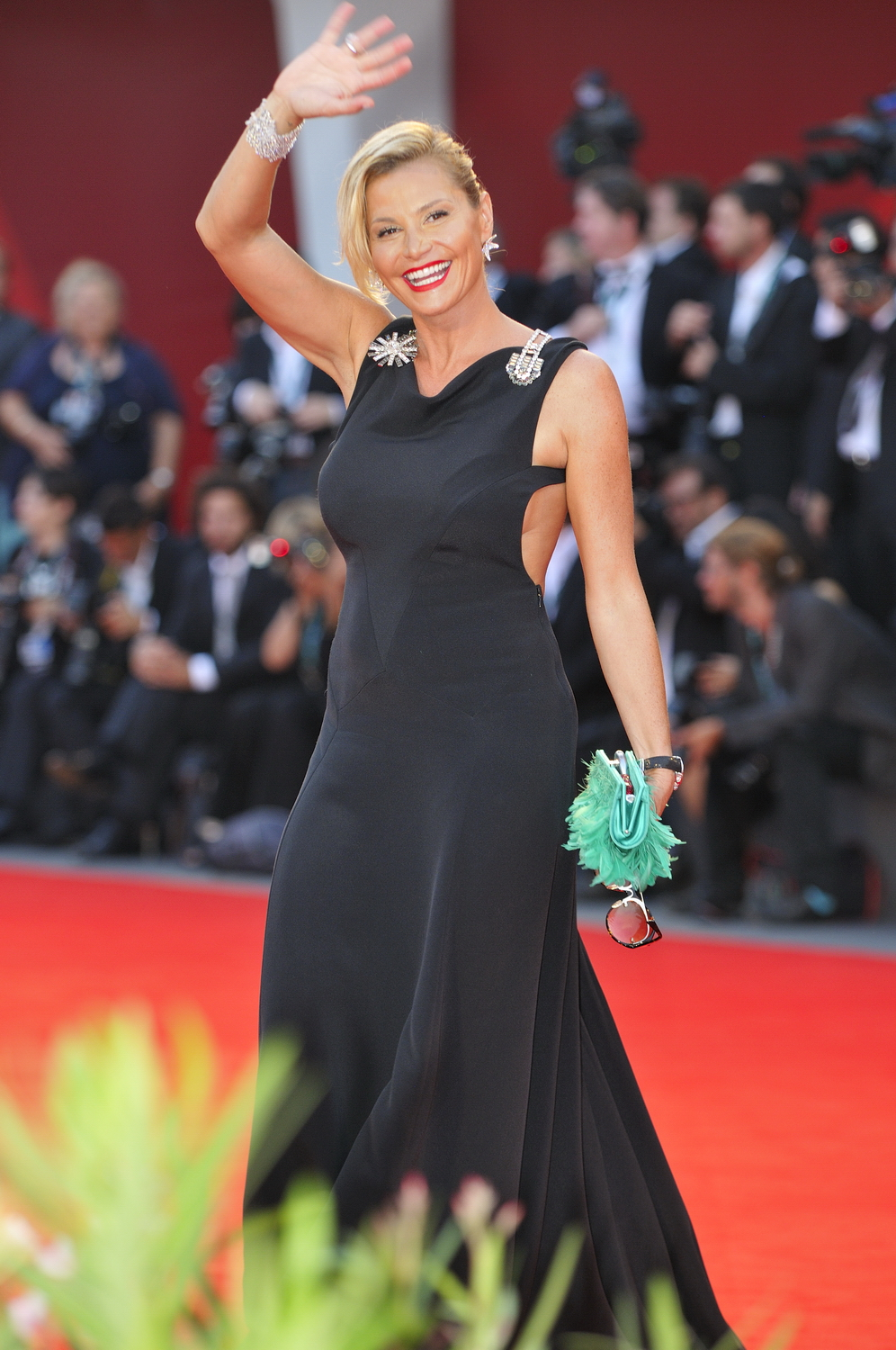
Simona Ventura, Miss Muretto 1986.

Fonte principale: Archivio storico de La Stampa
- 1953: Alda Robert
- 1954: Maria Grazia Surace
- 1955: Paola De Ianira[4] (secondo altra fonte web: Cesy Democrito[5])
- 1956: Marinella Gorzaglio (o Garzolio)
- 1957: Ada Ghelfi
- 1958: Halina Zalewska
- 1959: Marlene Pietropaoli
- 1960: Naiomi Schultze[6] (secondo altra fonte web: Daniela Santori[5])
- 1961: Fulvia Rinaldi
- 1962: Pilar Marchesi
- 1963: Giovanna Criscuoli
- 1964: Ulrika Nilsson
- 1965: Jolanda Palumbo[7]
- 1966: Juliane Mousin (o Mousen)
- 1967: Alja (o Alaja) Vegh[8]
- 1968: Caterina (Ketty) Ratta
- 1969: Maria Antonietta Bianchi
- 1970: Ileana Danelli (dopo squalifica di Annette Heyerdahl)[9] (secondo altra fonte web: Annette Heyerdahl[5])
- 1971: Antonella Morchio (o Murchio)
- 1972: Arlene Lachatelle
- 1973: Maria Pia Rivarola
- 1974: Cynthia Campiche
- 1975: Daniela Lupi[10] (secondo altra fonte web: Karin Zaiewski[5])
- 1976: Titti Pirozzi, al secolo Nunzia Tamburello[11] (secondo altra fonte web: Chiara Asinari[5])
- 1977: Maria Teresa Ruta
- 1978: Doreen Schrijneer
- 1979: Roberta Colombino
- 1980: Daniela Pasquariello
- 1981: Giovanna Vandoni
- 1982: Isabella Nasuti
- 1983: Ivana Gianferdi
- 1984: Claudia Rambaudi[12]
- 1985: Stefania Palmisano
- 1986: Simona Ventura
- 1987: Maria (o Mara) Capato
- 1988: Enrica Rapalino
- 1989: Claudia Corbetta
- 1990: Arabella Biscaro
- 1991: Marina Margot Brun
- 1992: Elisabetta Mandraccio
- 1993: Priscilla Anselmo
- 1994: Laura Omero
- 1995: Manuela Stoetter
- 1996: Elisa Palieri (o Paglieri)
- 1997: Giusy Manzani
- 1998: Elisa Lombardo
- 1999: Manuela Esposito
- 2000: Manuela Capacci
- 2001: Rebecca Cristina
- 2002: Ginta Biku, all'anagrafe Gintare Kubiliute
- 2003: Sabrina Conti
- 2004: Assunta Pannone
- 2005: Sarita Stefani
- 2006: Marta Magnani (dopo la rinuncia di Felicia Cigorescu)
- 2007: Serena Lorenzini
- 2008: Virginia Cei[13]
- 2009: Federica Teso
- 2010: Bruna N'Diaye
- 2011: Liliana Popescu
- 2012: Beatrice Bertolino[14][15]
- 2013: Calina Simona Pletosu[16]